# Ham FC
Ham FC is een Belgische voetbalclub uit Ham-sur-Sambre. De club is aangesloten bij de KBVB met stamnummer 149 en heeft geel en zwart als kleuren. De oude club speelde in haar bestaan zes seizoenen in de nationale reeksen.

## Geschiedenis
In 1920 sloot Ham FC zich aan bij de Belgische Voetbalbond. De club ging er in de gewestelijke reeksen spelen. In 1935 bereikte de club voor het eerst de nationale bevorderingsreeksen, in die tijd het derde niveau. Men eindigde er dat eerste seizoen echter voorlaatste en na amper een seizoen verdween de club weer uit de nationale reeksen.
Ham FC bleef in de provinciale reeksen tot 1950. Na anderhalf decennium slaagde de club er dat jaar in nog eens te promoveren naar de nationale bevorderingsreeksen. Ham eindigde er echter afgetekend allerlaatste en degradeerde opnieuw na slechts een seizoen.
In 1952 werden er grote competitiehervormingen doorgevoerd. Men creëerde een nieuwe nationale Vierde Klasse, die voortaan de bevorderingsreeksen zou vormen. Ham FC promoveerde dat jaar opnieuw naar de nationale bevorderingsreeksen, nu dus de Vierde Klasse. Ditmaal eindigde men op twee na laatste en net als de vorige twee keer zakte de club na één seizoen weer naar de provinciale reeksen. Na een seizoen provinciaal voetbal promoveerde de club in 1954 voor de vierde keer in haar bestaan naar Bevordering. Ham FC eindigde het seizoen 1954/55 als achtste en voor het eerst slaagde men er in het eerste seizoen na de promotie te overleven. Een jaar later eindigde men voorlaatste en zo zakte men nu in 1956 na twee seizoenen toch weer naar de provinciale reeksen.
Ham FC kon niet meteen terugkeren op het nationale niveau en bleef de rest van de jaren 50 en het begin van de jaren 60 in de provinciale reeksen. Na 10 jaar promoveerde de club in 1966 toch nog eens naar Vierde Klasse. Weer was het verblijf er van erg kort duur. Ham FC werd voorlaatste in zijn reeks en zakte zo in 1967 weer na een seizoen. Ditmaal kon Ham FC niet meer terugkeren.
Ham FC bleef de rest van de eeuw in de provinciale reeksen spelen en zakte er verder weg naar Tweede en Derde Provinciale. Men zakte er zelfs even verder weg naar Vierde Provinciale, het allerlaagste niveau, zoals in 2009, al kon men toen dankzij een titel na een jaar weer promoveren.